# Vrapci kamenjari
Vrapci kamenjari su rod ptica iz porodice vrabaca.

## Neke vrste
- Petronia dentata
- Petronia petronia
- Petronia pyrgita
- Petronia superciliaris
- Petronia xanthocollis

## Drugi projekti
|  | Zajednički poslužitelj ima još gradiva o temi Vrapci kamenjari |
|  | Wikivrste imaju podatke o taksonu Vrapci kamenjari             |